# Гай Сервилий Вация
Гай Сервилий Вация (на латински: Gaius Servilius Vatia) е политик и сенатор на Римската република през 2 век пр.н.е. През 114 пр.н.е. той е избран за претор.
Произлиза от фамилията Сервилии, клон Вация. Жени се за Цецилия Метела (* 170 пр.н.е.), дъщеря на Квинт Цецилий Метел Македоник (консул 143 пр.н.е.). Двамата имат около 134 пр.н.е. син Публий Сервилий Вация Исаврик (* 134/130 пр.н.е.; † ранното лято на 44 пр.н.е.), който е консул през 79 пр.н.е. и баща на Публий Сервилий Исаврик (консул 48 и 41 пр.н.е.) и Сервилия.